# Ника (кинопремия, 1993)
6-я церемония вручения наград национальной кинематографической премии «Ника» за заслуги в области российского кинематографа за 1992 год состоялась в 1993 году в Центральном Доме кинематографистов.

## Список лауреатов и номинантов

### Основные категории
• Победители выделены отдельным цветом. 
| Категории                           | Лауреаты и номинанты                                                                          |
| ----------------------------------- | --------------------------------------------------------------------------------------------- |
| Лучший игровой фильм                | • Анкор, ещё анкор! (режиссёр: Пётр Тодоровский) студия «Круг», киноконцерна «Мосфильм»       |
| Лучший игровой фильм                | • Охота на бабочек (режиссёр: Отар Иоселиани), Франция                                        |
| Лучший игровой фильм                | • Урга — территория любви (режиссёр: Никита Михалков) студия «ТриТэ»                          |
| Лучший документальный фильм         | • Параджанов: Последняя весна (режиссёр: Михаил Вартанов) «Студия Варда Нова»                 |
| Лучший документальный фильм         | • Беловы (режиссёр: Виктор Косаковский) Санкт-Петербургская студия документальных фильмов     |
| Лучший документальный фильм         | • Таинство брака (режиссёр: Сергей Мирошниченко) Свердловская киностудия                      |
| Лучший научно-популярный фильм      | • Вологодский романс (режиссёр: Александр Сидельников) «Леннаучфильм», «Ленфильм»             |
| Лучший научно-популярный фильм      | • Мы были дымом (режиссёр: Анатолий Балуев) Свердловская киностудия                           |
| Лучший научно-популярный фильм      | • Тело Ленина (режиссёр: Виталий Манский) ТО «Колокол», «Центрнаучфильм»                      |
| Лучший анимационный фильм           | • Болеро (режиссёр: Иван Максимов) студия «Иван Максимов», студия «Классика»                  |
| Лучший анимационный фильм           | • Гипнеротомахия (режиссёр: Андрей Свислоцкий) студия «Пилот»                                 |
| Лучший анимационный фильм           | • Сон смешного человека (режиссёр: Александр Петров) Свердловская киностудия, студия «Викинг» |
| Лучшая режиссёрская работа          | • Никита Михалков за фильм «Урга — территория любви»                                          |
| Лучшая режиссёрская работа          | • Теймураз Баблуани — «Солнце неспящих»                                                       |
| Лучшая режиссёрская работа          | • Иван Дыховичный — «Прорва»                                                                  |
| Лучшая сценарная работа             | • Теймураз Баблуани — «Солнце неспящих»                                                       |
| Лучшая сценарная работа             | • Никита Михалков и Рустам Ибрагимбеков — «Урга — территория любви»                           |
| Лучшая сценарная работа             | • Пётр Луцик и Алексей Саморядов — «Дюба-дюба»                                                |
| Лучшая мужская роль                 | • Элгуджа Бурдули — «Солнце неспящих» (за роль Гелы Бенделиани)                               |
| Лучшая мужская роль                 | • Владимир Гостюхин — «Урга — территория любви» (за роль Сергея)                              |
| Лучшая мужская роль                 | • Олег Меньшиков — «Дюба-дюба» (за роль Андрея Плетнёва)                                      |
| Лучшая женская роль                 | • Татьяна Васильева — «Увидеть Париж и умереть» (за роль Елены Ореховой)                      |
| Лучшая женская роль                 | • Уте Лемпер — «Прорва» (за роль Анны)                                                        |
| Лучшая женская роль                 | • Ирина Розанова — «Анкор, ещё анкор!» (за роль Любы Антиповой)                               |
| Лучшая роль второго плана           | • Елена Яковлева — «Анкор, ещё анкор!» (за роль Ани Крюковой)                                 |
| Лучшая роль второго плана           | • Валентина Малявина — «Осенние соблазны» (за роль Жанны)                                     |
| Лучшая роль второго плана           | • Нина Усатова — «Увидеть Париж и умереть» и «Чича»                                           |
| Лучшая операторская работа          | • Вадим Юсов — «Прорва»                                                                       |
| Лучшая операторская работа          | • Вилен Калюта — «Урга — территория любви»                                                    |
| Лучшая операторская работа          | • Олег Мартынов — «Нелюбовь»                                                                  |
| Лучшая музыка к фильму              | • Исаак Шварц — «Белый король, красная королева» и «Луна-парк»                                |
| Лучшая музыка к фильму              | • Эдуард Артемьев — «Ближний круг»                                                            |
| Лучшая музыка к фильму              | • Юрий Буцко — «Прорва»                                                                       |
| Лучшая работа звукооператора        | • Владислав Набатников, Вячеслав Ключников — «Дюба-дюба»                                      |
| Лучшая работа звукооператора        | • Богдан Михневич — «Изгой»                                                                   |
| Лучшая работа звукооператора        | • Дмитрий Боголепов — «И возвращается ветер…»                                                 |
| Лучшая работа художника             | • Борис Бланк — «Если бы знать…»                                                              |
| Лучшая работа художника             | • Ольга Кравченя — «Ричард Львиное Сердце»                                                    |
| Лучшая работа художника             | • Тамара Поцхишвили — «Избранник»                                                             |
| Лучшая работа художника по костюмам | • Наталья Полях — «Ричард Львиное Сердце»                                                     |
| Лучшая работа художника по костюмам | • Марина Здорнова — «Гардемарины — III»                                                       |
| Лучшая работа художника по костюмам | • Елена Лукьянова, Марина Ананьева — «Бесы»                                                   |

### Специальная награда
- Премия в номинации «Честь и достоинство» присуждена Иосифу Ефимовичу Хейфицу